# Gioco
Gioco (Nederlands: Spelletje) is een compositie van Vagn Holmboe.
Holmboe schreef het werk voor een strijktrio (viool, altviool en cello). Het boekwerkje dat de Dacapo Records-uitgave begeleidt omschreef het werk in divertimentostijl als een mengeling van Balkan- en Deense muziek. Deel I (Allegro con brio) staat vol met syncopen, een verwijzing naar muziek van de Balkan. Deel II (Andante con moto) is een pastorale van het Deense type. Deel III (Adagio) is het serieuze deel, gevolgd door een fuga in deel IV (Allegro con vivezza).
Die opname vond plaats in het kader van uitgave van vergeten kamermuziek van de Deense componist; het is voor zover bekend de enige opname van dit werkje.